# Bánhegyi László
Bánhegyi László (Budapest, 1931. január 17. – Bécs, 2015. december 24.) magyar kosárlabdázó, olimpikon, kungfumester. Felesége Mossóczy Lívia (1936–2017) asztaliteniszező.

## Pályafutása
1949-ben a Vörös Meteor játékosa lett. 1952-ben a Budapest Honvédhoz igazolt. Ugyanebben az évben szerepelt az olimpián. 1953-ban Európa-bajnoki ezüst-, 1955-ben aranyérmes volt. 1954-ben főiskolai világbajnokságot nyert. 1957-ben és 1959-ben negyedik helyezést ért el az Európa-bajnokságon. 1960-ban kilencedik helyen végzett az olimpián.
A római olimpia után, 1961 januárjában családjával Angliába költözött. Londonban tagja volt az egymás után háromszor angol első ligát, valamint háromszor angol kupát nyert YMCA csapatának is. 1965 őszén családjával visszatért Magyarországra, ekkorra azonban már véglegesen elkötelezte magát a kungfuval.
A kungfuval először az 1950-es években, a sporton keresztül került kapcsolatba. Nemzetközi versenyeken sűrűn találkozott két kínai sportolóval, akikkel szoros barátság alakult ki, akik – mint ahogy az később kiderült – tanítványai voltak a kínai harcművészetekben nagyon jól ismert Sun Lu Tang fiának, Sun Tsun Chou-nak. Ők ketten vezették be a kungfu ismereteibe azzal a megkötéssel, hogy ezt nem teszi nyilvánossá, hiszen ebben az időben a nyugati világ számára még teljesen ismeretlen volt a kungfu. Az első Bruce Lee film 1963 körül jelent meg Londonban.
Bánhegyi 1959 nyarán járt először Kínában, ahol megismerhette személyesen is Sun Tsun Chou-t, és édesapjának egy volt másik barátját, Kwan Sai Hungot is. Bánhegyi és Kwan Sai Hung között hamarosan szoros barátság alakult ki, ettől kezdve hónapokon keresztül Kwan Sai Hung személyes tanítványa lett. 1961 februárjától Londonban folytatódtak tovább az edzések, akkortól kezdve Kwan Sai Hungnak egész londoni ottlétük alatt, de még a későbbiekben sem volt más tanítványa (Kwan Sai Hung elmondása alapján).
Kwan Sai Hung a taoista Huashan kolostorának volt lakója és tanítványa 9 éves korától. Egész életét a taoizmusnak szentelte, és mestere volt a Ming-dinasztia kungfustílusának.
Dr. Bánhegyi a Hsing-I alapvető légzéstechnikáját Sun Tsun Chou-tól tanulta, Kwan Sai Hung pedig a Ming-dinasztia kungfustílusát valamint a speciális taoista légzéstechnikát, a Tao-Yint tanította neki. Sun elnevezte Sun Tsun Fungnak, Kwantól pedig a Kwan Sai Fung kínai nevet kapta, mivel levegőben való utánozhatatlan mozgása legjobban a főnixmadár repüléséhez hasonlított.
1964-ben mestere kezdeményezésére a Déli Kwong Mantis alapító nagymestere lett, mely stílus kialakításában Kwan Sai Hung Mester harcművészeti tudásával nagy segítségére volt.
Az 1970-es évek elején először Ip Shui fiának, Ip Chee Keungnak lett a tanítványa, majd rövid időn belül Ip Shui Nagymester saját tanítványának fogadta. Korábbi kungfuismereteinek és tapasztalatainak köszönhetően rendkívül gyorsan sajátította el ezt a stílust is. Angliából való hazatérése előtt 1975 nyarán Ip Shui Nagymester befogadta a családjába ünnepélyes keretek között, felesége, fia Davis, és rangos meghívottak előtt. A nagymester felesége erre letérdelt előtte, majd elismerése jeléül kezet csókolt neki (ez a ceremónia Kínában - az akkori időben egyedülállónak számított). Ezek után Ip Shui kinevezte a család keresztapjának (ettől kezdve Ip Chee Keung csak "father"-nak szólította), és egyúttal a Chow Család Déli Imádkozó Sáska stílusú kungfu örökösének és nagymesterének. Ennek köszönhetően Bánhegyi megismerhette a stílus nagykönyvéből a Chow Mantis kungfu majd 250 éves történetét, mely könyvet egyébként az örökös - a tradicionális harcművészeti szokásoknak megfelelően - csak a nagymester halála után kaphat meg.
Magyarországra való hazatérése után, 1976 januárjában letartóztatták, majd többéves börtönbüntetésre ítélték. 1976 és 1978 között 3 évet börtönben ült, ezen idő alatt minden korábbi mestereivel megszakadt a kapcsolata. Ip Chee Keung későbbi elmondása alapján, apja meg volt róla győződve (ismervén a kelet-európai politikai helyzetet, és a kommunizmust), hogy Bánhegyi meghalt, ezért az 1970-es évek végén kinevezte őt is - Ip Chee Keungot - 5. generációs nagymesternek. Így állt elő az a helyzet, hogy a stílusnak két nagymestere lett, ami különben nem is olyan ismeretlen a kungfu történetében. (Ip Chee Keung egyébként csak 2003-ban lett hivatalosan is a stílus második nagymestere).
Magyarországon a börtönből való szabadulása és rehabilitálása után Bánhegyi László vezette be először a kungfut az 1970-es évek végén; 1979-től egy speciális feladatokkal megbízott rendőrségi csoportot képzett ki. 1981-ben megalapította az első magyarországi kungfuegyesületet - Tong Long Martial Arts néven - melyben a Chow Család Déli Imádkozó Sáska stílusú kungfut tanította. 1983-ban megalapította az Északi Sima Hátú Mantis stílusú kungfuiskolát is, melynek vezetésével a nála kiképzett Sifu Tix Richárd lett megbízva. Halála után az iskola vezetését Sifu Váradi György vette át.
A Chow Család Déli Imádkozó Sáska stílusú kungfuiskola dinamikusan fejlődött, és hamarosan sok egyéb stílusú iskolát is szárnyai alá vett. Taglétszáma így rövid idő alatt elérte az 1500 főt, ezért az egyesületéhez tartozó egyéb stílusokat Bánhegyi átadta más mesterek kezébe, akik az oktatást már a saját egyesületeiken belül folytatták.
Hosszú, kemény munka után 1990-ben megalapította az első magyarországi kungfuszövetséget, melynek az elnöke lett. Ettől kezdve már a kungfu népszerűsítését és színessé tételét tűzte ki célul maga elé Magyarországon.
Az 1998-ban megalakult magyarországi Kung-Fu Szakszövetségnek szintén az elnöke lett.
2005 nyarán - korára és egészségére való tekintettel - lemondott az elnöki tisztségről, visszavonulásra azonban még így sem gondolt, Ausztriában népszerűsítette a tradicionális kungfut, és Bécsben saját kungfuiskoláját vezette.
A magyarországi kungfu életben meghatározó szerepet betöltött Si Kung Bánhegyi László több mint negyed évszázados példa nélküli pályafutását a Magyar Kung-Fu Szakszövetség azzal koronázta meg, hogy lemondása után a szakszövetség - tisztelete és elismerése jeléül - örökös tiszteletbeli elnökének választotta meg.

## Díjai, elismerései
- A Magyar Népköztársaság Érdemes Sportolója (1955)[3]
- A Magyar Népköztársaság Kiváló Sportolója (1955)[4]
- Magyar Népköztársasági Sportérdemérem arany fokozat (1960)[5]
- Munkaérdemérem (1962)[6]

Köztársasági Érdemkereszt tiszti aranyfokozat 1991
Nyugállományú Vezérezredesi kinevezése 1991.05.11